# アーウィン郡 (ジョージア州)
アーウィン郡（Irwin County）は、アメリカ合衆国ジョージア州にある郡。人口は9,934人（2007年）。郡庁所在地はオシラ (Ocilla)である。
隣接するベンヒル郡とフィッツジェラルド小都市統計地域（小都市圏）を構成している。

## 地理
国勢調査局によると、この郡の総面積は939平方キロ（363平方マイル）で、うち924平方キロ（357平方マイル）が陸地、総面積の1.63%にあたる15平方キロ（6平方マイル）が水域となっている。
幹線道路
- 国道129号線
- 国道319号線
- 州道32号線
- 州道90号線

隣接する郡
- ベンヒル郡（北）
- コフィー郡（東）
- バーリン郡（南）
- ティフト郡（南西）
- ターナー郡（北西）

## 人口動態

2000年国勢調査の結果をもとに作成した郡の人口ピラミッド

2000年の国勢調査時点で、この郡には9931人、3644世帯、2696家族が暮らしている。人口密度は1平方キロあたり11人で、平方マイルに換算すると28人となる。住居数は4149軒で、1平方キロに平均4軒（1平方マイルあたりでは12軒）が建っていることになる。住民のうち白人は71.98%、アフリカ系は25.88%、ネイティブ・アメリカンは0.06%、アジア系は0.32%、太平洋諸島系は0.01%、その他の人種は1.25%、混血は0.50%、ヒスパニック（ラテン系）は2.03%を占める。
3644世帯のうち35.2%は18歳未満の子供と暮らしており、55.5%は夫婦で生活している。14.4%は未婚の女性が世帯主であり、26.0%は家族以外の住人と同居している。23.1%が独り身世帯で、11.3%を独居老人の世帯が占める。1世帯あたりの平均構成人数は2.62人、家庭の平均構成人数は3.07人である。
住民のうち28.8%が18歳未満の未成年、9.2%が18歳以上24歳以下、26.1%が25歳以上44歳以下、21.9%が45歳以上64歳以下、14.1%が65歳以上となっており、平均年齢は35歳である。女性100人に対して男性が96.6人いる一方、18歳以上の女性100人に対しては89.1人いる。
一世帯あたりの平均収入は3万257米ドル、家族ごとでは3万5234米ドルである。男性の平均収入は2万8827米ドル、女性の平均収入は2万532米ドルで、労働者でない人々も含めた住民一人当たりの収入は1万4867米ドルとなる。総人口の17.8%、家族の13.5%、18歳未満の子供の23.3%、および65歳以上の高齢者の20.8%は貧困線以下の収入で生計を立てている。

## 都市および町
- フィッツジェラルド (en:Fitzgerald, Georgia)
- アーウィンビル (en:Irwinville, Georgia)
- ミスティック (Mystic)
- オシラ (en:Ocilla, Georgia)